# Aguelmous
Aguelmous (en berbère : ⴰⴳⵍⵎⵓⵙ en darija marocain : اڭلموس) est une petite ville du Maroc située dans le Moyen-Atlas. Elle se trouve à environ 100km au sud de Meknès et à 32 km au nord de Khénifra. En plein coeur du Maroc, Aguelmous jouit d'une situation géographique lui permettant de bénéficier à la fois d'un climat méditerranéen avec un ensoleillement qui couvre presque l'entièreté de l'année et d'être en milieu semi-montagneux. Son climat singulier conjugué à l'état d'esprit qui infuse au sein de la population car bienveillante et hospitalière, invite à adopter un rythme et un mode de vie plutôt serein. Avec une population plutôt attachée aux traditions et aux coutumes propres au territoire du Moyen-Atlas, la ville est marquée par son identité amazigh.
En terme d'activités, trois secteurs se dégagent : Agriculture, élevage et services. Et découlent de ses trois secteurs, d'autres activités annexes. Aguelmous et ses environs pourvoient à une demande importante en ovins dans une grande partie du territoire. Réputée pour la qualité des ovins d'Aguelmous et ses environs, l'élevage reste une activité très importante. D'autre part une agriculture diversifiée ainsi qu'une arboriculture en constante évolution permet à la ville de valoriser ses sols et la qualité de l'air. C'est d'ailleurs la qualité de l'air présent dans la région qui a permis le développement de l'aviculture et d'autres activités avec des volailles. 

## Étymologie
Aguelmous est un nom géomorphologique qui traduit la forme du relief, il signifie capuchon en thamazighth ثمازيغث. Les habitants sont à majorité de la tribu Zayane.
Les Amazighs avaient un grand empire à l'époque des Romains. Volubilis en témoigne : c'est un village pétri au fil des époques par le brassage de différentes cultures, on y trouve surtout des agriculteurs et de grands champs mais mal exploités.

## Géographie et démographie
Aguelmous est située dans le Moyen Atlas avec une altitude de 1150m. La ville est rattachée à la province de Khénifra et sa population est estimée à 14 177 habitants selon le recensement officiel de 2014. Le recensement de 2024 n'a pas encore été entièrement établi. Cependant, avec le phénomène d'exode rural qui ne s'est jamais estompé ainsi que la forte urbanisation qui a eu court cette dernière décennie, on peut estimer une augmentation avec un fort pourcentage. 
| 1994   | 2004   | 2014  |
| ------ | ------ | ----- |
| 11 189 | 11 390 | 14177 |